# Lemzo Diamono
Lemzo Diamono est un groupe de mbalax sénégalais créé en 1990 à Dakar par Lamine Faye (Guitare solo), et dont les membres notables sont Alioune Mbaye Nder (Chant), Mada Ba (Chœur, Chant), Salam Diallo (Percussion, Chant), Fallou Dieng (Chant). Le groupe est dissous en 1998.
Il connait un franc succès durant les années 90 au Sénégal en donnant ainsi un second souffle au  mbalax durant cette décennie. Le groupe est très apprécié du fait de son style de Mbalax révolutionnaire, le Marimbalax (Mbalax joué avec comme fond du marimba) avec des titres phares comme Sétsima (My Lover), Atterrissage Forcé ou encore Simb qui en ont fait le genre de musique la plus répandue du pays. Le Lemzo Diamono est aussi caractérisé par le fait qu’il soit perçu comme une pépinière pour la musique en ayant permis de propulser des artistes tels qu’Alioune Mbaye Nder ou Pape Diouf au-devant de la scène musicale sénégalaise. 
13 ans après la dissolution le groupe s’est reconstitué à l’occasion de la fête de Korité pour une prestation sur la Tfm de Youssou N’Dour.

## Histoire

### Formation et débuts
Après son départ du  Super Diamono ou il était soliste, Lamine Faye décida de fonder son propre groupe. Ainsi il s’attacha les services de Salam Diallo lui aussi ex-membre du Super Diamono, et  de deux de ses frères Moustapha Faye (clavier) et Ma Anta Faye (batterie). Par la suite viendra Moussa Traoré, Alié Diagne pour la percussion et Alioune Mbaye Nder qui sera le lead vocal en écrivant les premiers morceaux du groupe comme sportif. En 1993 Mada Ba intégré le groupe comme choriste après avoir quitté le groupe d’Ouza Diallo. Mais il Faut aussi noter la présence dès le début de Fallou Dieng qui a du momentanément arrêter sa carrière solo afin acquérir de l’expérience.

## Discographie[8]

### Albums Studio
- 1992: Vol.1: Jom (cassette; Talla Diagne)
- 1992: Vol.2: Setsima (cassette; Saprom)
- 1993: Vol.3: Xarnu Bi (cassette; Adama Sene)
- 1994: Masla-Bi(1re Partie) (cassette; Talla Diagne)
- 1994: Akara (cassette; Talla Diagne)
- 1995: Hors Serie: Simb (cassette; Talla Diagne)
- 1996: Vol.5 (cassette; Talla Diagne)
- 1997: Marimbalax (CD; Stern's, STCD 1076)
- 1998: Co Co Rico (Cassette; no label)

### Albums Live
- 1997:En Live Diapason vol 1 (cassette; KSF)
- 1997:En Live Diapason vol 2 (cassette; KSF)